# Zamarada consecuta
Zamarada consecuta är en fjärilsart som beskrevs av Louis Beethoven Prout 1922. Zamarada consecuta ingår i släktet Zamarada och familjen mätare. Inga underarter finns listade i Catalogue of Life.